# 13 août aux Jeux olympiques d'été de 2016

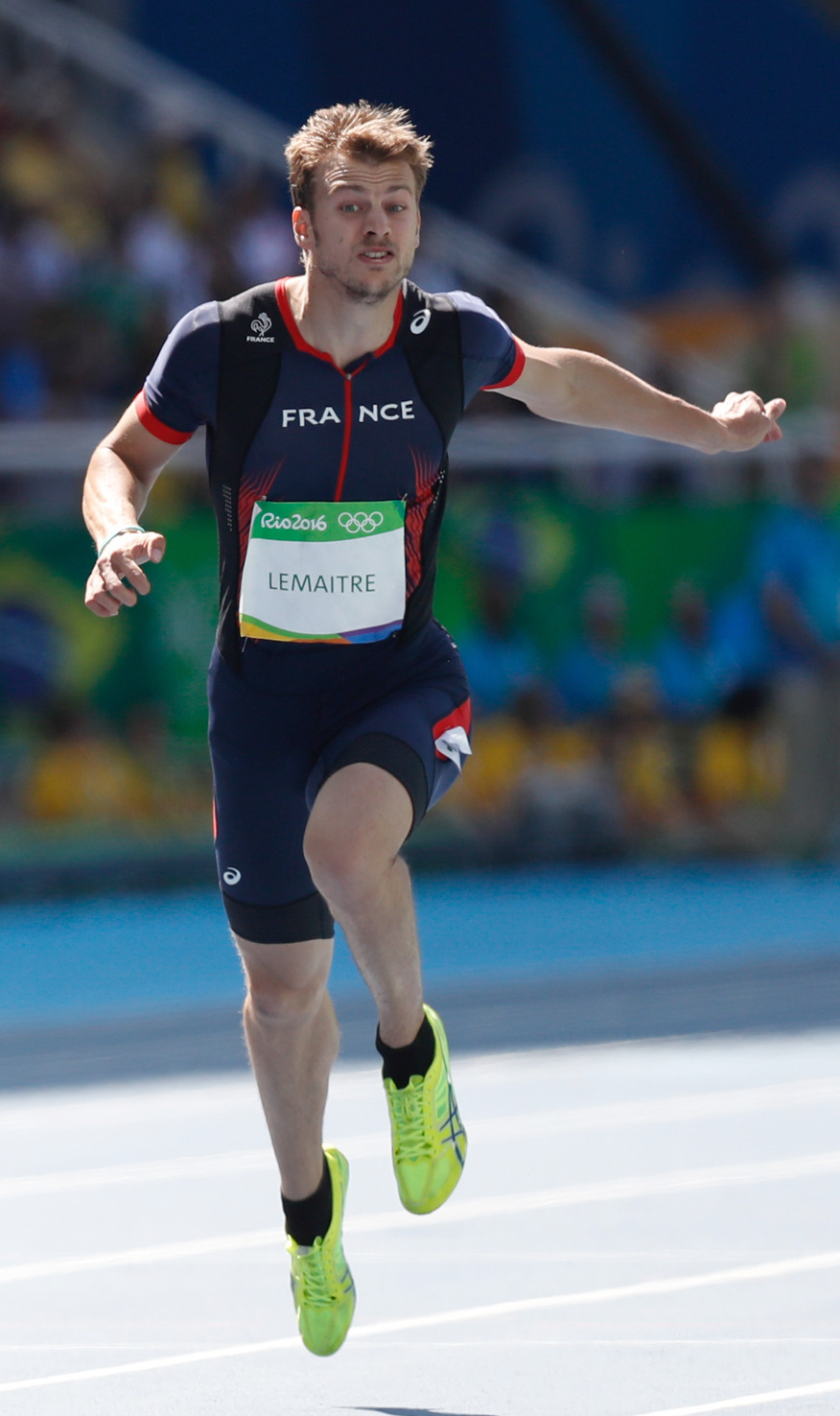
Christophe Lemaitre lors du 100 m

Le samedi 13 août aux Jeux olympiques d'été de 2016 est le onzième jour de compétition.

## Faits marquants
En gagnant le titre en simple dames, la portoricaine Mónica Puig remporte la 1re médaille d'or de son pays.

## Programme
| Heure UTC-3 (Rio de Janeiro)                  |               |
| bleu                                          | Cérémonie     |
| neutre                                        | Épreuve       |
| or                                            | Finale        |
| orange                                        | Petite finale |
| rose                                          | Reporté       |
| gris                                          | Annulé        |
| Compétition masculine                         | Hommes        |
| Compétition féminine                          | Femmes        |
| Compétition mixte (hommes et femmes mélangés) | Mixte         |
| Compétition en couple (1 homme et 1 femme)    | Couple        |
| modifier                                      |               |

| Horaire | Discipline Spécialité | Discipline Spécialité                    | Discipline Spécialité                         | Phase                         | Résultats                                                                         | Références |
| ------- | --------------------- | ---------------------------------------- | --------------------------------------------- | ----------------------------- | --------------------------------------------------------------------------------- | ---------- |
| 7 h 30  |                       | Golf Parcours masculin                   | Compétition hommes                            | Tour 3                        | -                                                                                 | -          |
| 8 h     |                       | Badminton Simple                         | Compétition hommes                            | Tours préliminaires           | -                                                                                 | -          |
| 8 h     |                       | Badminton Simple                         | Compétition femmes                            | Tours préliminaires           | -                                                                                 | -          |
| 8 h     |                       | Badminton Double                         | Compétition hommes                            | Tours préliminaires           | -                                                                                 | -          |
| 8 h     |                       | Badminton Double                         | Compétition femmes                            | Tours préliminaires           | -                                                                                 | -          |
| 8 h     |                       | Badminton Double mixte                   | Compétition mixte (hommes et femmes ensemble) | Tours préliminaires           | -                                                                                 | -          |
| 8 h 50  |                       | Aviron Skiff                             | Compétition hommes                            | Finale D                      | -                                                                                 | -          |
| 9 h     |                       | Aviron Skiff                             | Compétition femmes                            | Finale D                      | -                                                                                 | -          |
| 9 h     |                       | Escrime Sabre par équipes                | Compétition femmes                            | 1/8e de finale                | -                                                                                 | -          |
| 9 h     |                       | Escrime Sabre par équipes                | Compétition femmes                            | Quarts de finale              | -                                                                                 | -          |
| 9 h     |                       | Escrime Sabre par équipes                | Compétition femmes                            | Demi-finales                  | -                                                                                 | -          |
| 9 h     |                       | Tir Pistolet à 25 m tir rapide           | Compétition hommes                            | Qualifications 2              | -                                                                                 | -          |
| 9 h     |                       | Water-polo Tournoi féminin               | Compétition femmes                            | Premier tour Groupe B         | Chine 8-12 Espagne                                                                |            |
| 9 h 10  |                       | Aviron Skiff                             | Compétition hommes                            | Finale C                      | -                                                                                 | -          |
| 9 h 20  |                       | Aviron Skiff                             | Compétition femmes                            | Finale C                      | -                                                                                 | -          |
| 9 h 30  |                       | Athlétisme 100 mètres                    | Compétition hommes                            | Tour préliminaire             | -                                                                                 | -          |
| 9 h 30  |                       | Aviron Skiff                             | Compétition hommes                            | Finale B                      | -                                                                                 | -          |
| 9 h 30  |                       | Handball Tournoi masculin                | Compétition hommes                            | Tour préliminaire Poule B     | Slovénie 25-28 Allemagne                                                          |            |
| 9 h 30  |                       | Tir Skeet                                | Compétition hommes                            | Qualifications 2              | -                                                                                 | -          |
| 9 h 30  |                       | Volley-ball Tournoi masculin             | Compétition hommes                            | Tour préliminaire Groupe B    | Iran 3-0 Égypte                                                                   |            |
| 9 h 40  |                       | Athlétisme Triple saut                   | Compétition femmes                            | Qualifications                | -                                                                                 | -          |
| 9 h 40  |                       | Aviron Skiff                             | Compétition femmes                            | Finale B                      | -                                                                                 | -          |
| 10 h    |                       | Aviron Skiff                             | Compétition hommes                            | Finale                        | Mahé Drysdale · Damir Martin · Ondrej Synek                                       |            |
| 10 h    |                       | Cyclisme sur piste Keirin                | Compétition femmes                            | 1er tour                      | -                                                                                 | -          |
| 10 h    |                       | Hockey sur gazon Tournoi féminin         | Compétition femmes                            | Premier tour Groupe B         | Argentine 5-0 Inde                                                                |            |
| 10 h    |                       | Tennis de table Par équipes              | Compétition femmes                            | Quarts de finale              | -                                                                                 | -          |
| 10 h 5  |                       | Athlétisme 3 000 mètres steeple          | Compétition femmes                            | 1er tour                      | -                                                                                 | -          |
| 10 h 20 |                       | Aviron Skiff                             | Compétition femmes                            | Finale                        | Kim Brennan · Genevra Stone · Duan Jingli                                         |            |
| 10 h 20 |                       | Water-polo Tournoi féminin               | Compétition femmes                            | Premier tour Groupe A         | Russie 5-10 Italie                                                                |            |
| 10 h 25 |                       | Cyclisme sur piste Vitesse individuelle  | Compétition hommes                            | 1/8e de finale                | -                                                                                 | -          |
| 10 h 40 |                       | Aviron Huit                              | Compétition femmes                            | Finale                        | USA · Grande-Bretagne · Roumanie                                                  |            |
| 10 h 45 |                       | Cyclisme sur piste Keirin                | Compétition femmes                            | Repêchages                    | -                                                                                 |            |
| 10 h 50 |                       | Athlétisme Lancer du disque              | Compétition hommes                            | Finale                        | Christoph Harting · Piotr Malachowski · Daniel Jasinski                           |            |
| 11 h    |                       | Athlétisme 400 mètres                    | Compétition femmes                            | 1er tour                      | -                                                                                 | -          |
| 11 h    |                       | Aviron Huit                              | Compétition hommes                            | Finale                        | Grande-Bretagne · Allemagne · Pays-Bas                                            |            |
| 11 h    |                       | Beach-volley Tournoi féminin             | Compétition femmes                            | 1/8e de finale                | -                                                                                 | -          |
| 11 h    |                       | Boxe Poids mouches (−52 kg)              | Compétition hommes                            | Phase préliminaire            | -                                                                                 |            |
| 11 h    |                       | Boxe Poids welters (−69 kg)              | Compétition hommes                            | Quart de finale               | -                                                                                 |            |
| 11 h    |                       | Boxe Poids lourds (−91 kg)               | Compétition hommes                            | Demi-finale                   | -                                                                                 |            |
| 11 h    |                       | Boxe Poids super-lourds (+91 kg)         | Compétition hommes                            | Phase préliminaire            | -                                                                                 |            |
| 11 h 5  |                       | Cyclisme sur piste Vitesse individuelle  | Compétition hommes                            | Repêchages des 1/8e de finale | -                                                                                 | -          |
| 11 h 15 |                       | Cyclisme sur piste Poursuite par équipes | Compétition femmes                            | Demi-finales                  | -                                                                                 | -          |
| 11 h 30 |                       | Handball Tournoi masculin                | Compétition hommes                            | Tour préliminaire Poule A     | Croatie 29-28 France                                                              |            |
| 11 h 35 |                       | Volley-ball Tournoi masculin             | Compétition hommes                            | Tour préliminaire Groupe B    | Argentine 3-0 Cuba                                                                |            |
| 11 h 40 |                       | Water-polo Tournoi féminin               | Compétition femmes                            | Premier tour Groupe A         | Australie 7-8 Brésil                                                              |            |
| 11 h 45 |                       | Athlétisme Heptathlon                    | Compétition femmes                            | Saut en longueur              | -                                                                                 | -          |
| 12 h    |                       | Athlétisme 100 mètres                    | Compétition hommes                            | 1er tour                      | -                                                                                 | -          |
| 12 h    |                       | Tennis Simple                            | Compétition hommes                            | Demi-finale                   | -                                                                                 |            |
| 12 h    |                       | Tennis Simple                            | Compétition femmes                            | Petite finale                 | Petra Kvitova 2-1 (7-5, 2-6, 6-2) Madison Keys                                    |            |
| 12 h    |                       | Tennis Double                            | Compétition femmes                            | Petite finale                 | Lucie Šafářová, Barbora Strýcová 2-0 (7-5, 6-1) Lucie Hradecká, Andrea Hlaváčková |            |
| 12 h    |                       | Tennis Simple                            | Compétition femmes                            | Finale                        | Monica Puig 2-1(6-4, 4-6, 6-1) Angelique Kerber                                   |            |
| 12 h 15 |                       | Basket-ball Tournoi féminin              | Compétition femmes                            | Premier tour Groupe A         | Australie 74-66 Biélorussie                                                       |            |
| 12 h 30 |                       | Tir Pistolet à 25 m tir rapide           | Compétition hommes                            | Finale                        | Christian Reitz · Jean Quiquampoix · Li Yuehong                                   |            |
| 13 h    |                       | Football Tournoi masculin                | Compétition hommes                            | Quarts de finale              | Portugal 0-4 Allemagne                                                            |            |
| 13 h    |                       | Voile Laser standard                     | Compétition hommes                            | Manche 9                      | -                                                                                 | -          |
| 13 h    |                       | Voile Laser radial                       | Compétition femmes                            | Manche 9                      | -                                                                                 | -          |
| 13 h    |                       | Voile Finn                               | Compétition hommes                            | Manche 7                      | -                                                                                 | -          |
| 13 h    |                       | Voile 49er                               | Compétition hommes                            | Manche 4                      | -                                                                                 | -          |
| 13 h    |                       | Voile 49er FX                            | Compétition femmes                            | Manche 4                      | -                                                                                 | -          |
| 13 h    |                       | Voile Nacra 17                           | Compétition en couple (1 homme et 1 femme)    | Manche 7                      | -                                                                                 | -          |
| 13 h    |                       | Water-polo Tournoi féminin               | Compétition femmes                            | Premier tour Groupe B         | Hongrie 6-11 États-Unis                                                           |            |
| 14 h    |                       | Trampoline Concours hommes               | Compétition hommes                            | Qualifications                | -                                                                                 | -          |
| 14 h 15 |                       | Basket-ball Tournoi masculin             | Compétition hommes                            | Premier tour Groupe B         | Argentine 111-107a2p Brésil                                                       |            |
| 14 h 30 |                       | Voile 49er                               | Compétition hommes                            | Manche 5                      | -                                                                                 | -          |
| 14 h 30 |                       | Voile 49er FX                            | Compétition femmes                            | Manche 5                      | -                                                                                 | -          |
| 14 h 30 |                       | Voile Nacra 17                           | Compétition en couple (1 homme et 1 femme)    | Manche 8                      | -                                                                                 | -          |
| 14 h 40 |                       | Handball Tournoi masculin                | Compétition hommes                            | Tour préliminaire Poule A     | Danemark 26-25 Qatar                                                              |            |
| 15 h    |                       | Beach-volley Tournoi féminin             | Compétition femmes                            | 1/8es de finale               | -                                                                                 | -          |
| 15 h    |                       | Tennis de table Par équipes              | Compétition hommes                            | 1er tour                      | -                                                                                 | -          |
| 15 h    |                       | Tir Skeet                                | Compétition hommes                            | Finale                        | Gabriel Rossetti · Marcus Svensson · Abdullah Al-Rashidi (IOA)                    |            |
| 15 h    |                       | Volley-ball Tournoi masculin             | Compétition hommes                            | Tour préliminaire Groupe B    | Pologne 1-2 Russie                                                                |            |
| 15 h 30 |                       | Badminton Simple                         | Compétition hommes                            | Tours préliminaires           | -                                                                                 | -          |
| 15 h 30 |                       | Badminton Simple                         | Compétition femmes                            | Tours préliminaires           | -                                                                                 | -          |
| 15 h 30 |                       | Badminton Double                         | Compétition hommes                            | Tours préliminaires           | -                                                                                 | -          |
| 15 h 30 |                       | Badminton Double                         | Compétition femmes                            | Tours préliminaires           | -                                                                                 | -          |
| 15 h 30 |                       | Badminton Double mixte                   | Compétition mixte (hommes et femmes ensemble) | Tours préliminaires           | -                                                                                 | -          |
| 15 h 30 |                       | Basket-ball Tournoi féminin              | Compétition femmes                            | Premier tour Groupe A         | Turquie 79-76 Brésil                                                              |            |
| 15 h 30 |                       | Haltérophilie Moins de 94 kg             | Compétition hommes                            | Groupe B                      | -                                                                                 | -          |
| 15 h 30 |                       | Voile Laser standard                     | Compétition hommes                            | Manche 10                     | -                                                                                 | -          |
| 15 h 30 |                       | Voile Laser radial                       | Compétition femmes                            | Manche 10                     | -                                                                                 | -          |
| 15 h 30 |                       | Voile Finn                               | Compétition hommes                            | Manche 8                      | -                                                                                 | -          |
| 15 h 40 |                       | Trampoline Concours hommes               | Compétition hommes                            | Finale                        | Uladzislau Hancharou · Dong Dong · Gao Lei                                        |            |
| 16 h    |                       | Cyclisme sur piste Vitesse individuelle  | Compétition hommes                            | Quarts de finale (course 1)   | -                                                                                 | -          |
| 16 h    |                       | Football Tournoi masculin                | Compétition hommes                            | Quarts de finale              | Nigeria 2-0 Danemark                                                              |            |
| 16 h    |                       | Plongeon Tremplin à 3 mètres             | Compétition femmes                            | Demi-finale                   | -                                                                                 | -          |
| 16 h    |                       | Voile 49er                               | Compétition hommes                            | Manche 6                      | -                                                                                 | -          |
| 16 h    |                       | Voile 49er FX                            | Compétition femmes                            | Manche 6                      | -                                                                                 | -          |
| 16 h    |                       | Voile Nacra 17                           | Compétition en couple (1 homme et 1 femme)    | Manche 9                      | -                                                                                 | -          |
| 16 h 15 |                       | Cyclisme sur piste Vitesse individuelle  | Compétition hommes                            | Course pour les places 9 à 12 | -                                                                                 | -          |
| 16 h 20 |                       | Cyclisme sur piste Keirin                | Compétition femmes                            | Demi-finale                   | -                                                                                 | -          |
| 16 h 35 |                       | Cyclisme sur piste Vitesse individuelle  | Compétition hommes                            | Quarts de finale (course 2)   | -                                                                                 | -          |
| 16 h 40 |                       | Handball Tournoi masculin                | Compétition hommes                            | Tour préliminaire Poule B     | Égypte 27-27 Brésil                                                               |            |
| 16 h 55 |                       | Cyclisme sur piste Poursuite par équipes | Compétition femmes                            | Finale                        | Grande-Bretagne · USA · Canada                                                    |            |
| 17 h    |                       | Boxe Poids mouches (−52 kg)              | Compétition hommes                            | Phase préliminaire            | -                                                                                 |            |
| 17 h    |                       | Boxe Poids welters (−69 kg)              | Compétition hommes                            | Quart de finale               | -                                                                                 |            |
| 17 h    |                       | Boxe Poids lourds (−91 kg)               | Compétition hommes                            | Demi-finale                   | -                                                                                 |            |
| 17 h    |                       | Boxe Poids super-lourds (+91 kg)         | Compétition hommes                            | Phase préliminaire            | -                                                                                 |            |
| 17 h    |                       | Escrime Sabre par équipes                | Compétition femmes                            | Petite finale                 | USA 45-30 Italie                                                                  |            |
| 17 h    |                       | Escrime Sabre par équipes                | Compétition femmes                            | Finale                        | Russie 45-30 Ukraine                                                              |            |
| 17 h 5  |                       | Volley-ball Tournoi masculin             | Compétition hommes                            | Tour préliminaire Groupe A    | États-Unis 3-1 France                                                             |            |
| 17 h 20 |                       | Cyclisme sur piste Vitesse individuelle  | Compétition hommes                            | Quarts de finale (course 3)   | -                                                                                 | -          |
| 17 h 30 |                       | Cyclisme sur piste Keirin                | Compétition femmes                            | Course pour les places 7 à 12 | -                                                                                 | -          |
| 17 h 35 |                       | Cyclisme sur piste Keirin                | Compétition femmes                            | Finale                        | Elis Ligtlee · Rebecca James · Anna Meares                                        |            |
| 17 h 40 |                       | Cyclisme sur piste Vitesse individuelle  | Compétition hommes                            | Demi-finales (course 1)       | -                                                                                 | -          |
| 17 h 45 |                       | Basket-ball Tournoi féminin              | Compétition femmes                            | Premier tour Groupe A         | Japon 79-69 France                                                                |            |
| 18 h    |                       | Cyclisme sur piste Vitesse individuelle  | Compétition hommes                            | Demi-finales (course 2)       | -                                                                                 | -          |
| 18 h    |                       | Hockey sur gazon Tournoi féminin         | Compétition femmes                            | Premier tour Groupe B         | Grande-Bretagne 2-1 États-Unis                                                    |            |
| 18 h 15 |                       | Cyclisme sur piste Vitesse individuelle  | Compétition hommes                            | Course pour les places 5 à 8  | -                                                                                 | -          |
| 18 h 20 |                       | Cyclisme sur piste Vitesse individuelle  | Compétition hommes                            | Demi-finales (course 3)       | -                                                                                 | -          |
| 19 h    |                       | Basket-ball Tournoi masculin             | Compétition hommes                            | Premier tour Groupe B         | Espagne 109-59 Lituanie                                                           |            |
| 19 h    |                       | Beach-volley Tournoi masculin            | Compétition hommes                            | 8e de finale                  | -                                                                                 | -          |
| 19 h    |                       | Football Tournoi masculin                | Compétition hommes                            | Quarts de finale              | Corée du Sud 0-1 Honduras                                                         |            |
| 19 h    |                       | Haltérophilie Moins de 94 kg             | Compétition hommes                            | Groupe A                      | -                                                                                 | -          |
| 19 h    |                       | Haltérophilie Moins de 94 kg             | Compétition hommes                            | Finale                        | Sohrab Moradi · Vadzim Straltsou · Aurimas Didzbalis                              |            |
| 19 h 30 |                       | Badminton Simple                         | Compétition hommes                            | Tours préliminaires           | -                                                                                 | -          |
| 19 h 30 |                       | Badminton Simple                         | Compétition femmes                            | Tours préliminaires           | -                                                                                 | -          |
| 19 h 30 |                       | Badminton Double                         | Compétition hommes                            | Tours préliminaires           | -                                                                                 | -          |
| 19 h 30 |                       | Badminton Double                         | Compétition femmes                            | Tours préliminaires           | -                                                                                 | -          |
| 19 h 30 |                       | Tennis de table Par équipes              | Compétition femmes                            | Quarts de finale              | -                                                                                 | -          |
| 19 h 50 |                       | Handball Tournoi masculin                | Compétition hommes                            | Tour préliminaire Poule B     | Suède 25-24 Pologne                                                               |            |
| 20 h    |                       | Athlétisme Heptathlon                    | Compétition femmes                            | Lancer du javelot (groupe A)  | -                                                                                 | -          |
| 20 h 20 |                       | Athlétisme Saut à la perche              | Compétition hommes                            | Qualifications                | -                                                                                 | -          |
| 20 h 30 |                       | Athlétisme 400 mètres                    | Compétition hommes                            | Demi-finales                  | -                                                                                 | -          |
| 20 h 30 |                       | Volley-ball Tournoi masculin             | Compétition hommes                            | Tour préliminaire Groupe A    | Canada 3-0 Mexique                                                                |            |
| 20 h 50 |                       | Athlétisme Saut en longueur              | Compétition hommes                            | Finale                        | Jeff Henderson · Luvo Manyonga · Greg Rutherford                                  |            |
| 21 h    |                       | Athlétisme 100 mètres                    | Compétition femmes                            | Demi-finales                  | -                                                                                 | -          |
| 21 h 15 |                       | Athlétisme Heptathlon                    | Compétition femmes                            | Lancer du javelot (groupe B)  | -                                                                                 | -          |
| 21 h 25 |                       | Athlétisme 10 000 mètres                 | Compétition hommes                            | Finale                        | Mohamed Farah · Paul Tanui · Tamirat Tola                                         |            |
| 21 h 50 |                       | Handball Tournoi masculin                | Compétition hommes                            | Tour préliminaire Poule A     | Argentine 23-21 Tunisie                                                           |            |
| 22 h    |                       | Football Tournoi masculin                | Compétition hommes                            | Quarts de finale              | Brésil 2-0 Colombie                                                               |            |
| 22 h    |                       | Natation 1 500 m nage libre              | Compétition hommes                            | Finale                        | Gregorio Paltrinieri · Connor Jaeger · Gabriele Detti                             |            |
| 22 h    |                       | Natation Relais 4 x 100 m 4 nages        | Compétition hommes                            | Finale                        | USA · Grande-Bretagne · Australie                                                 |            |
| 22 h    |                       | Natation 50 m nage libre                 | Compétition femmes                            | Finale                        | Pernille Blume · Simone Manuel · Aliaksandra Herasimenia                          |            |
| 22 h    |                       | Natation Relais 4 x 100 m 4 nages        | Compétition femmes                            | Finale                        | USA · Australie · Danemark                                                        |            |
| 22 h 5  |                       | Athlétisme 800 mètres                    | Compétition hommes                            | Demi-finales                  | -                                                                                 | -          |
| 22 h 30 |                       | Basket-ball Tournoi masculin             | Compétition hommes                            | Premier tour Groupe B         | Croatie 76-90 Nigeria                                                             |            |
| 22 h 35 |                       | Athlétisme 100 mètres                    | Compétition femmes                            | Finale                        | Elaine Thompson · Tori Bowie · Shelly-Ann Fraser-Pryce                            |            |
| 22 h 35 |                       | Volley-ball Tournoi masculin             | Compétition hommes                            | Tour préliminaire Groupe A    | Brésil 1-3 Italie                                                                 |            |
| 22 h 55 |                       | Athlétisme Heptathlon                    | Compétition femmes                            | 800 mètres                    | -                                                                                 | -          |
| 22 h 55 |                       | Athlétisme Heptathlon                    | Compétition femmes                            | Finale                        | Nafissatou Thiam · Jessica Ennis-Hill · Brianne Theisen                           |            |
| 23 h    |                       | Beach-volley Tournoi masculin            | Compétition hommes                            | 8e de finale                  | -                                                                                 | -          |

## Tableaux des médailles
| Rang  | Nation                           | Or | Argent | Bronze | Total |
| ----- | -------------------------------- | -- | ------ | ------ | ----- |
| 1     | États-Unis                       | 4  | 5      | 1      | 10    |
| 2     | Grande-Bretagne                  | 3  | 4      | 1      | 8     |
| 3     | Allemagne                        | 2  | 2      | 1      | 5     |
| 4     | Australie                        | 2  | 1      | 2      | 5     |
| 5     | Italie                           | 2  | 0      | 1      | 3     |
| 6     | Biélorussie                      | 1  | 1      | 1      | 3     |
| 7     | Danemark                         | 1  | 0      | 1      | 2     |
| 7     | Jamaïque                         | 1  | 0      | 1      | 2     |
| 7     | Pays-Bas                         | 1  | 0      | 1      | 2     |
| 10    | Belgique                         | 1  | 0      | 0      | 1     |
| 10    | Iran                             | 1  | 0      | 0      | 1     |
| 10    | Porto Rico                       | 1  | 0      | 0      | 1     |
| 10    | Russie                           | 1  | 0      | 0      | 1     |
| 14    | Chine                            | 0  | 1      | 3      | 4     |
| 15    | Afrique du Sud                   | 0  | 1      | 0      | 1     |
| 15    | Croatie                          | 0  | 1      | 0      | 1     |
| 15    | France                           | 0  | 1      | 0      | 1     |
| 15    | Kenya                            | 0  | 1      | 0      | 1     |
| 15    | Pologne                          | 0  | 1      | 0      | 1     |
| 15    | Suède                            | 0  | 1      | 0      | 1     |
| 15    | Ukraine                          | 0  | 1      | 0      | 1     |
| 22    | République tchèque               | 0  | 0      | 3      | 3     |
| 23    | Canada                           | 0  | 0      | 2      | 2     |
| 24    | Athlètes olympiques indépendants | 0  | 0      | 1      | 1     |
| 24    | Éthiopie                         | 0  | 0      | 1      | 1     |
| 24    | Lituanie                         | 0  | 0      | 1      | 1     |
| 24    | Roumanie                         | 0  | 0      | 1      | 1     |
| Total | Total                            | 21 | 21     | 22     | 64    |

| Rang  | Nation                           | Or  | Argent | Bronze | Total |
| ----- | -------------------------------- | --- | ------ | ------ | ----- |
| 1     | États-Unis                       | 24  | 18     | 16     | 58    |
| 2     | Chine                            | 13  | 11     | 16     | 40    |
| 3     | Grande-Bretagne                  | 10  | 12     | 7      | 29    |
| 4     | Australie                        | 7   | 6      | 9      | 22    |
| 5     | Japon                            | 7   | 3      | 16     | 26    |
| 6     | Russie                           | 6   | 9      | 8      | 23    |
| 7     | Italie                           | 6   | 7      | 5      | 17    |
| 8     | Corée du Sud                     | 6   | 3      | 4      | 13    |
| 9     | France                           | 5   | 8      | 5      | 18    |
| 10    | Allemagne                        | 5   | 5      | 3      | 13    |
| 11    | Hongrie                          | 5   | 3      | 3      | 11    |
| 12    | Pays-Bas                         | 3   | 2      | 3      | 8     |
| 13    | Espagne                          | 3   | 0      | 2      | 5     |
| 14    | Canada                           | 2   | 2      | 8      | 12    |
| 15    | Kazakhstan                       | 2   | 2      | 3      | 7     |
| 16    | Belgique                         | 2   | 1      | 1      | 4     |
| 16    | Thaïlande                        | 2   | 1      | 1      | 4     |
| 18    | Croatie                          | 2   | 1      | 0      | 3     |
| 19    | Suisse                           | 2   | 0      | 1      | 3     |
| 20    | Iran                             | 2   | 0      | 0      | 2     |
| 21    | Nouvelle-Zélande                 | 1   | 5      | 0      | 6     |
| 22    | Suède                            | 1   | 3      | 1      | 5     |
| 23    | Danemark                         | 1   | 2      | 3      | 6     |
| 24    | Corée du Nord                    | 1   | 2      | 2      | 5     |
| 25    | Biélorussie                      | 1   | 2      | 1      | 4     |
| 26    | Brésil                           | 1   | 1      | 2      | 4     |
| 26    | Roumanie                         | 1   | 1      | 2      | 4     |
| 28    | Pologne                          | 1   | 1      | 1      | 3     |
| 28    | Slovénie                         | 1   | 1      | 1      | 3     |
| 30    | Colombie                         | 1   | 1      | 0      | 2     |
| 30    | Slovaquie                        | 1   | 1      | 0      | 2     |
| 30    | Viêt Nam                         | 1   | 1      | 0      | 2     |
| 33    | République tchèque               | 1   | 0      | 4      | 5     |
| 34    | Éthiopie                         | 1   | 0      | 2      | 3     |
| 34    | Taipei chinois                   | 1   | 0      | 2      | 3     |
| 36    | Athlètes olympiques indépendants | 1   | 0      | 1      | 2     |
| 36    | Grèce                            | 1   | 0      | 1      | 2     |
| 36    | Jamaïque                         | 1   | 0      | 1      | 2     |
| 39    | Argentine                        | 1   | 0      | 0      | 1     |
| 39    | Fidji                            | 1   | 0      | 0      | 1     |
| 39    | Kosovo                           | 1   | 0      | 0      | 1     |
| 39    | Porto Rico                       | 1   | 0      | 0      | 1     |
| 39    | Singapour                        | 1   | 0      | 0      | 1     |
| 44    | Afrique du Sud                   | 0   | 5      | 0      | 5     |
| 45    | Ukraine                          | 0   | 3      | 1      | 4     |
| 46    | Azerbaïdjan                      | 0   | 2      | 0      | 2     |
| 46    | Indonésie                        | 0   | 2      | 0      | 2     |
| 46    | Kenya                            | 0   | 2      | 0      | 2     |
| 49    | Lituanie                         | 0   | 1      | 2      | 3     |
| 50    | Géorgie                          | 0   | 1      | 1      | 2     |
| 51    | Cuba                             | 0   | 1      | 0      | 1     |
| 51    | Irlande                          | 0   | 1      | 0      | 1     |
| 51    | Malaisie                         | 0   | 1      | 0      | 1     |
| 51    | Mongolie                         | 0   | 1      | 0      | 1     |
| 51    | Philippines                      | 0   | 1      | 0      | 1     |
| 51    | Turquie                          | 0   | 1      | 0      | 1     |
| 57    | Égypte                           | 0   | 0      | 2      | 2     |
| 57    | Israël                           | 0   | 0      | 2      | 2     |
| 57    | Norvège                          | 0   | 0      | 2      | 2     |
| 57    | Ouzbékistan                      | 0   | 0      | 2      | 2     |
| 61    | Émirats arabes unis              | 0   | 0      | 1      | 1     |
| 61    | Kirghizistan                     | 0   | 0      | 1      | 1     |
| 61    | Portugal                         | 0   | 0      | 1      | 1     |
| 61    | Tunisie                          | 0   | 0      | 1      | 1     |
| Total | Total                            | 137 | 137    | 151    | 425   |